# Шеремет, Павел Григорьевич
Па́вел Григо́рьевич Шереме́т (бел. Павел Рыгоравіч Шарамет; 28 ноября 1971, Минск — 20 июля 2016, Киев) — белорусский, российский и украинский тележурналист, руководитель отдела специальных информационных проектов ОРТ, впоследствии — «Первого канала». В дальнейшем работал на Общественном телевидении России. С 2012 года работал на Украине — в «Украинской правде», на телеканале «ТВі» и на «Радио Вести».
Известен как противник политики белорусского президента Александра Лукашенко.
Убит 20 июля 2016 года в Киеве ().

## Биография

### Белорусский период
Павел Григорьевич Шеремет родился 28 ноября 1971 года в Минске.
После окончания средней школы поступил на исторический факультет Белорусского государственного университета. После третьего курса ушёл из вуза. Поступил на факультет международных экономических отношений Белорусского экономического университета (дипломная работа — «Офшорный бизнес») и прошёл полный курс обучения.
До 1992 года работал в отделе валютных операций одного из банков, позднее стал работать консультантом экономических программ Белорусского телевидения.
В 1994 году Шеремет стал автором и ведущим еженедельной аналитической программы «Проспект» на Белорусском телевидении и уже в следующем году был удостоен премии белорусского пен-центра имени А. Адамовича как лучший тележурналист Белоруссии. После конфликта с выпуском от 8 мая 1995 года написал заявление об уходе по собственному желанию.
В 1996 году работал главным редактором «Белорусской деловой газеты». В том же году был назначен заведующим белорусским бюро Общественного российского телевидения (сокр. ОРТ, ныне — «Первый канал») и собственным корреспондентом ОРТ по Белоруссии.
Зарекомендовал себя как противник режима президента Республики Беларусь Александра Лукашенко.
В июле 1997 года после показа в эфире телеканала ОРТ репортажа о ситуации на белорусско-литовской границе (репортаж о контрабанде и о том, что между государствами фактически нет охраняемой границы) был арестован сотрудниками силовых структур Республики Беларусь по обвинению в незаконном групповом пересечении государственной границы. Был приговорён к двум годам лишения свободы условно и к одному году испытательного срока. Провёл в заключении в общей сложности три месяца и был депортирован после того, как президент России Ельцин не пустил самолёт Лукашенко на территорию России и публично потребовал освобождения Шеремета.

### Российский период
В 1998 году Шеремет начал работать специальным корреспондентом программ «Новости» и «Время» дирекции информационных программ ОРТ.
В январе 1999 года занял пост шеф-редактора российской и зарубежной корреспондентской сети. C 10 июля этого же года по инициативе генерального директора ОРТ Игоря Шабдурасулова стал ведущим еженедельной аналитической программы «Время». Сам журналист оценивал эту работу как «негативный профессиональный опыт». Шеремет отмечал: «Нам казалось, что мы сможем сохранить какую-то объективистскую позицию. Но во время парламентских выборов все каналы были за гранью добра и зла…».
В конце декабря 1999 года отстранённый от обязанностей генеральный прокурор Юрий Скуратов заявил, что подал в суд иск о защите чести и достоинства к Павлу Шеремету. Основанием для иска стало заявление Шеремета о том, что Скуратов владеет домом в Орловской области.
В феврале и марте 2000 года Шеремет являлся автором и ведущим воскресной «Информационной программы с Павлом Шереметом» на ОРТ. В марте 2000 года за две недели до президентских выборов он покинул программу в связи с конфликтной ситуацией, сложившейся в отношениях с руководством, оказывавшим на него давление. В дальнейшем время работы ведущим программы «Время» называл «позорным» периодом своей жизни.
Весной 2000 года Шеремет ушёл из новостных программ и стал руководителем отдела специальных информационных проектов ОРТ, занимавшегося производством фильмов и программ в жанре журналистского расследования, в том числе и в рамках новостных программ.
В 2005 году Шеремет выступил инициатором создания информационно-аналитического интернет-сайта «Белорусский партизан». По замыслу редакции сайта, он должен был стать пространством «для свободного и открытого обмена информацией». Во второй половине 2000-х годов Шеремет также упоминался в прессе в качестве руководителя издательства «Партизан», которое занималось выпуском книг.
В июне 2006 года Шеремет вместе c Людмилой Алексеевой, Никитой Белых, Владимиром Кара-Мурзой и другими стал учредителем новой организации «Российский антифашистский фронт», в эти же годы Шеремет часто участвовал в акциях белорусской оппозиции в Минске.
В 2008 году окончательно покинул «Первый канал», поводом для разрыва отношений стала его статья в газете «Ведомости», в которой он написал: «Россия идёт по пути Беларуси».
С 2009 года являлся редактором отдела политики и общества в журнале «Огонёк», в дальнейшем писал авторские колонки для этого издания.
В 2010 году Шеремет был лишён белорусского гражданства. Основанием стало наличие второго гражданства — российского.
В 2011 году Шеремет недолго вёл передачу «Приговор» на телеканале «РЕН ТВ».
С 2012 года Шеремет начал вести блог в интернет-газете «Украинская правда».
В 2012 году Шеремет создал сайт научно-популярного исторического интернет-издания «Историческая правда».
С сентября 2013 по июль 2014 года работал ведущим программы «Прав? Да!» на Общественном телевидении России.
Причиной ухода называл свои взгляды на события на Украине, которые сформулировал следующим образом: «Считаю аннексию Крыма и поддержку сепаратистов на востоке Украины кровавой авантюрой и роковой ошибкой российской политики».
Последний раз на публике в России Шеремет появлялся на панихиде Бориса Немцова, которую он вёл. В тот же день телеканал «Дождь» показывал последнюю телевизионную работу Павла Шеремета в России — фильм к 50-летнему юбилею Бориса Немцова.

### Украинский период
Начал с сотрудничества с изданием «Украинская правда», в дальнейшем стал его исполнительным директором. Занимался развитием школы журналистики, организованной этим изданием, проводил мастер-классы по технике интервью, спецрепортажей и документалистики.
На украинском канале ТВі с 18 февраля 2013 года был автором и ведущим программы в формате late-night-show «На ночь глядя с Павлом Шереметом», в которой беседовал с приглашёнными гостями об Украине и о жизни. В апреле был уволен с этого канала.
Участник конгресса «Украина — Россия: диалог», прошедшего 24—25 апреля 2014 года в Киеве.
В июне 2015 года запустил авторский проект «Диалоги» на украинском телеканале 24, просуществовавший месяц. С сентября 2015 года по 2 апреля 2016 года — ведущий на украинском «Радио Вести», с 10 мая возобновил сотрудничество.
Утром 20 июля 2016 года по пути на работу погиб в результате взрыва бомбы, заложенной в автомобиль. 23 июля был похоронен на Северном кладбище под Минском.

## Убийство

### Обстоятельства
Павел Шеремет погиб утром 20 июля 2016 года в результате взрыва автомобиля, который принадлежал руководителю «Украинской правды» Алёне Притуле (в момент взрыва её в машине не было). Взрыв произошёл в 7:45 на углу улицы Богдана Хмельницкого и Ивана Франко, когда Шеремет выехал из дома по дороге на радиоэфир с руководителем украинской Федерации лёгкой атлетики Игорем Гоцулом.

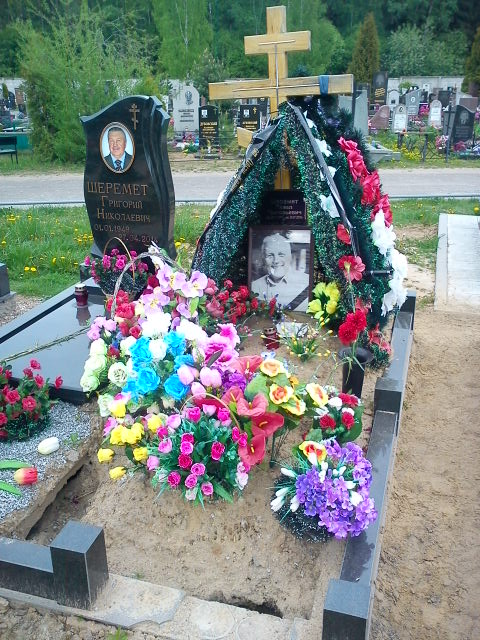
Могила Шеремета на Северном кладбище Минска.

По предварительным данным, взрывное устройство было заложено под днище автомобиля.
Извлечённый очевидцами из салона автомобиля, Шеремет оставался жив в течение нескольких минут и скончался в машине «скорой помощи». Через сутки судмедэксперты закончили работу над телом погибшего журналиста и сделали выводы, что смерть наступила в результате несовместимых с жизнью травм и критичной для жизни кровопотери.
Близкие друзья журналиста сообщили, что в последнее время Шеремет и его гражданская жена жаловались на слежку за собой.

### Официальное расследование
В полиции заявляют, что Павел Шеремет был убит с помощью мины с дистанционным управлением. По предварительным данным, мощность взрывного устройства составила от 400 до 600 граммов в тротиловом эквиваленте.
Уголовное дело было возбуждено по ст. 115 УК (умышленное убийство, совершённое способом, опасным для жизни многих лиц). Советник министра внутренних дел Украины Зорян Шкиряк заявил, что рассматриваются три версии убийства журналиста: профессиональная деятельность, неприязненные отношения, также он не исключил «российский след». В полиции не исключали, что целью покушения был не сам журналист, а Алёна Притула. Президент Украины Пётр Порошенко после убийства Шеремета предоставил ей охрану. Были также озвучены другие версии.
Глава Национальной полиции Хатия Деканоидзе заявила о создании оперативной группы по расследованию убийства Шеремета с задействованием сотрудников ФБР.
22 июля была опубликована видеозапись минирования автомобиля Шеремета. Один злоумышленник (мужчина) в 0:22 подготовил место для крепления взрывного устройства, а само взрывное устройство было заложено примерно в 2:40 другим человеком (женщиной).
К вечеру 22 июля национальная полиция Украины озвучила основную версию гибели журналиста — его профессиональная деятельность. Позже было сообщено, что удалось установить личности людей, которые были зафиксированы камерой ночью возле машины.
3 августа появились фотографии убийц. В тот же день советник главы МВД Антон Геращенко назвал одну из ведущих версий убийства: демонстрация с целью подрыва государственного строя Украины.
4 августа Шкиряк вновь заявил, что за убийством Павла Шеремета стоят российские спецслужбы.
В феврале 2017 года правоохранительные органы отчитывались о ходе расследования убийства. В частности, было сообщено о том, что для убийства злоумышленники использовали элементы противопехотной мины МОН-50. Также следствие определило приоритетную версию преступления — «профессиональная деятельность Шеремета на территории Украины и за её пределами».
С сентября 2017 года Главное следственное управление Национальной полиции засекретило все судебные решения по делу об убийстве Павла Шеремета.
12 декабря 2019 года стало известно о задержании подозреваемых в убийстве Шеремета. Организатором теракта называется Aндрей Антоненко, исполнителем — Юлия Кузьменко. Также, по мнению следствия, к преступлению причастны военная медсестра Яна Дугарь и супруги Владислав и Инна Грищенко. Часть обвиняемых имеет опыт участия в войне в Донбассе на стороне Украины.
Вначале следствие называло приоритетной версией убийства журналистскую деятельность Шеремета, однако в итоге основной версией стало стремление обвиняемых к дестабилизации ситуации в стране.
В январе 2021 года экс-силовик из Белоруссии Игорь Макар опубликовал аудиозапись, из которой следует, что Лукашенко планировал убийства противников правительства за рубежом. На аудиозаписи из 2012 года тогдашний председатель Комитета государственной безопасности Республики Беларусь Вадим Зайцев среди прочего говорит о ликвидации Олега Алкаева и Павла Шеремета. Истинность аудиозаписей была подтверждена исследованием петербургской «криминалистической лаборатории аудиовизуальных документов». В январе 2021 года Нацполиция Украины допросила в Киеве Игоря Макара по этому поводу.

### Журналистское расследование
Параллельно с официальным расследованием обстоятельства гибели Павла Шеремета изучались журналистским коллективом Громадське телебачення; над созданием ленты работали журналисты проекта «Слідство.Інфо» и международной сети OCCRP. По итогам этого расследования был снят документальный фильм, вышедший 10 мая 2017 г.
Журналисты утверждают, что в ночь накануне убийства слежку за домом Шеремета осуществлял некий Игорь Устименко, который на 2014 год являлся действующим сотрудником СБУ. Этот человек также видел людей, осуществивших закладку взрывного устройства под автомобиль Шеремета. Только после выхода фильма он был вызван на допрос. Согласно заявлению СБУ, Устименко был уволен из СБУ 29 апреля 2014 года.

## Память

Памятный знак Павлу Шеремету в Киеве на месте гибели

12 июля 2017 года родными журналиста был учреждён фонд его имени, задачами которого стали сохранение памяти о Павле Шеремете и помощь талантливым журналистам.
В четвёртую годовщину его убийства, 20 июля 2020 года, в Киеве открыли памятный знак. Мемориал выполнен в форме символического белого листа бумаги, на котором написано имя и фамилия погибшего журналиста. Его автор — известный украинский скульптор Назар Билык.

## Авторские работы

### Документальные фильмы
- «Чеченский дневник» (4 серии, 2000)[72] — фильм о Чеченской войне, был показан с 10 по 13 июля 2000 года на ОРТ;
- «Дикая охота» (2000) — фильм был показан 8 ноября 2000 года на ОРТ, повторялся там же 4 июля 2001 года;
- «Михаил Горбачёв. Политический роман» (2001)[73][74] — фильм к 70-летию политика, был показан 1 марта 2001 года на ОРТ, повторялся 2 марта 2006 года на «Первом канале» (в перемонтированном виде)[75];
- «Последний год империи» (3 серии, 2001)[76] — фильм к 10-летию августовского путча и распада СССР, был показан 14 и 15 августа 2001 года на ОРТ, повторялся там же 19, 20 и 25 декабря 2001 года;
- «Ленинградский метроном» (2001) — фильм к 60-летию начала блокады Ленинграда, был показан 12 сентября 2001 года на ОРТ;
- «Последняя высота генерала Лебедя» (2002)[77] — фильм, посвящённый памяти Александра Лебедя, был показан 5 июня 2002 года на ОРТ;
- «Дикая охота — 2» (2002)[78] — фильм был показан 31 августа 2002 года на ОРТ;
- «Осколки империи. Абхазия: Потерянный рай» (2 серии, 2002) — фильм был показан 30 и 31 октября 2002 года на «Первом канале»;
- «Своя чужая земля» (2002) — фильм был показан 16 февраля 2003 года на «Первом канале»;
- «Раб и его женщины» (2003) — фильм был показан 26 апреля 2003 года на «Первом канале», повторялся там же 22 сентября 2003 года;
- «Обозная война» (2003) — фильм был показан 10 мая 2003 года на «Первом канале», повторялся там же 3 декабря 2005 года;
- «Корейский капкан» (2003)[79] — фильм был показан 6 сентября 2003 года на «Первом канале»;
- «Тузла — остров сокровищ» (2003)[77] — фильм был показан 19 ноября 2003 года на «Первом канале»;
- «Острова из безмолвия. Исповедь палача» (2004)[80] — фильм был показан 31 мая 2004 года на «Первом канале», повторялся 19 августа 2004 на «Первом канале», 15 октября 2009 и 21 июня 2010 на ДТВ;
- «Острова из безмолвия. Приговорённые умереть» (2004) — фильм был показан 7 июня 2004 года на «Первом канале», повторялся 16 октября 2009 и 21 июня 2010 на ДТВ;
- «СПИД. Смерть с открытой датой» (2005) — автор сценария, фильм был показан 24 мая 2005 года на «Первом канале»[81]
- «Осетровая война» (2005) — фильм был показан 1 сентября 2005 года на «Первом канале», повторялся там 3 сентября 2005 и 11 октября 2005;
- «Знаменитые артисты, двойники и аферисты…» (2005)[82] — фильм был показан 5 февраля 2006 года на «Первом канале», повторялся там же 10 августа 2006 года;
- «Погодные войны» (2006) — фильм был показан 20 июня 2006 года на «Первом канале»;
- «Август 91-го. Заговор обречённых» (2006) — автор сценария; фильм к 15-летию августовского путча, был показан 19 августа 2006 года на «Первом канале»[83];
- «Ярмарка фальшивок» (2006) — автор сценария; фильм о российском рынке антиквариата, был показан 21 ноября 2006 года на «Первом канале», повторялся 10 марта 2011 года на 5-м канале[84];
- «Казнь Саддама. Война без победителя» (2006) — фильм о казни Хусейна, должен был выйти 3 января 2007 года в 22:30 на «Первом канале», чего не произошло[85];
- «Подопытные люди» (2007)[86];
- «Огненный смерч над Иркутском» (2007) — фильм об авиакатастрофе в Иркутске, был показан 26 марта 2008 года на «Первом канале»;
- «Немцов. Итоги» (2009) — фильм к 50-летию Бориса Немцова.
- «Егор Гайдар. Долгое время» (2010) — фильм к дню рождения политика и экономиста, был показан 17 марта 2010 года в 23:40 на НТВ[87];
- «Грозный. После ада» (2010) — автор сценария; фильм был показан 5 апреля 2011 года в 00:10 на канале «Россия-1»[88];
- «Егор Гайдар. Окаянные дни» (2011)[89][90] — фильм к 55-летию политика и экономиста, был показан 16 марта 2011 года на «Первом канале»;

### Книги
- «Случайный президент» — (вместе со Светланой Калинкиной), книга посвящена режиму президента Белоруссии Александра Лукашенко[91].
- 2005 — «Питерские тайны Владимира Яковлева» о новых российских политиках из Санкт-Петербурга.
- 2009 — «Саакашвили\Грузия. Погибшие мечты» — книга о Саакашвили, о шестидневной войне в августе 2008 года, о российско-грузинских отношениях.
- Весна 2009 — «ТВ. Между иллюзией и правдой жизни» — учебное пособие для журналистов.

### Другое
Регулярно проводил мастер-классы для молодых региональных журналистов.
В 2005 году создал независимый общественно-политический новостной сайт «Белорусский партизан», который является одним из самых посещаемых интернет-ресурсов в Белоруссии.
В 1998 году получил премию Международного комитета защиты журналистов за вклад в развитие свободы слова, был номинантом премии ТЭФИ как «лучший репортёр» 1999 года и финалистом ТЭФИ в 2001 году в номинации «журналистское расследование» за фильм «Дикая охота» (в 2002 году за эту картину стал лауреатом премии ОБСЕ за демократию и за защиту прав человека в области журналистики), в 2003 году — в номинации «публицистическая программа» за документальный фильм «Раб и его женщины».

## Премии и награды
- Премия Белорусского пен-центра имени А. Адамовича как лучший тележурналист Белоруссии (1995)[5].
- Международная премия за свободу прессы от Комитета защиты журналистов за вклад в развитие свободы слова (1998)[5].
- Лауреат премии ОБСЕ за демократию и за защиту прав человека в области журналистики (2002)[3][5].
- 2008 — Медаль «За веру и добро»[93].

Павел Шеремет был номинантом премии ТЭФИ Академии российского телевидения как «лучший репортёр» 1999 года и финалистом ТЭФИ-2001 в номинации «журналистское расследование» за фильм «Дикая охота», в 2003 году — в номинации «публицистическая программа» за документальный фильм «Раб и его женщины».

## Семья
Вдова — Наталья, двое детей — сын Николай и дочь Елизавета. В последние годы жил с руководителем «Украинской правды» Алёной Притулой.